# 애팔래치아솜꼬리토끼
애팔래치아솜꼬리토끼(Sylvilagus obscurus)는 토끼과에 속하는 포유류의 일종이다. 미국 동부의 고지대에서 발견되는 희귀종으로, 1992년에 뉴잉글랜드솜꼬리토끼로부터 별도의 종으로 분리되었다.